# Carte d'Oronce Fine
 (février 2017).
Améliorez-le ou discutez des points à vérifier. 

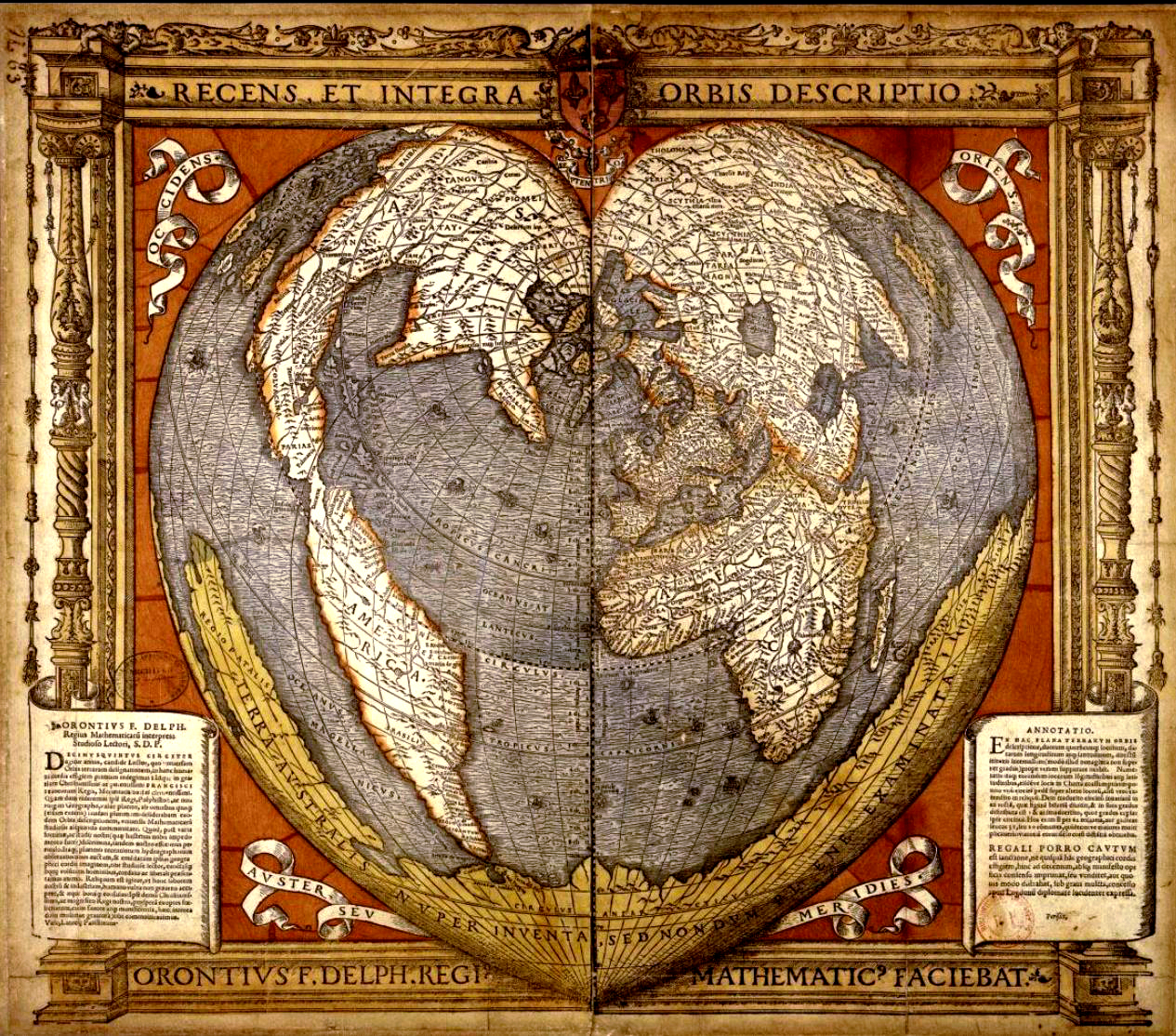
Mappemonde en forme de cœur montrant la Terre australe (Recens et integra orbis descriptio), par Oronce Fine, en 1534-1536.

La mappemonde d’Oronce Fine (Recens et integra orbis descriptio) est une représentation cartographique de la sphère terrestre réalisée selon une projection cartographique cordiforme (en forme de cœur) en 1534-1536,,. Outre ce type de projection, rare, elle présente aussi l'originalité de représenter des « terres australes » (« Terra Australis »), selon une conception du monde propre à cette époque. Autre particularité de cette mappemonde : l'Amérique du Nord et l'Asie sont largement reliées.

## La représentation de terres australes à la Renaissance
La conception de terres australes apparaît avec la naissance de la représentation de l'Ecoumène dans l'Antiquité grecque et s'est transmise tout au long du Moyen Âge. Les voyages d'exploration ont relancé à la Renaissance l'intérêt pour ces spéculations géographiques : ainsi en 1529, Franciscus Monachus fait figurer des terres australes dans sa représentation du monde. La reprise de la Géographie de Ptolémée (astronome et astrologue grec de l'Antiquité) a poussé les cartographes de la Renaissance à représenter ces continents supposés avec des profils de côtes en apparence précis, et à les peupler. Cependant, les connaissances réelles sur la géographie du monde étaient partielles et les savants se basaient sur des hypothèses plus ou moins fondées.
La mappemonde d'Oronce Fine présente donc le globe terrestre avec cette particularité d'une terre australe telle que la pensaient les savants de l'époque : la Terra Australis de ce globe est ainsi un continent imaginé pour faire contrepoids à la masse des terres septentrionales. Il écrit de ces terres qu'elles sont « terra australis nuper inventa sed nondum plene examinata » (terres australes autrefois découvertes mais pas encore explorées).

## Interprétations pseudo-scientifiques
À la suite de Charles Hapgood, on[Qui ?] a parfois[Quand ?] considéré que la mappemonde d'Oronce Fine représente avec précision les côtes rocheuses de l'Antarctique. 
Ce qui serait une précision anachronique est parfois expliqué par l'hypothèse extra-terrestre[Quoi ?]. 
Les hypothèses de Charles Hapgood ont été infirmées par les études géologiques, historiques et climatologiques des dernières décennies[réf. nécessaire]. 
Elles sont toutefois reprises dans nombre de spéculations et de conceptions fantastiques ou controversées[Lesquelles ?] sur le passé et l'archéologie, sans recevoir une approbation scientifique générale. 
Elles sont décrites comme de la « pseudo-science » par Gordon L Herries Davies, historien de la géologie, qui considère par ailleurs que les cartes analysées par Hapgood ne sont pas nécessairement d'une précision dépassant leur époque.